# Quellgebiet Enspeler Bach
Das Naturschutzgebiet Quellgebiet Enspeler Bach liegt im Westerwaldkreis in Rheinland-Pfalz und dort in den Gemarkungen Bellingen, Hölzenhausen, Püschen und Rotenhain. Das Gebiet erstreckt sich nördlich, nordöstlich und südwestlich des Kernortes Bellingen. Durch das Gebiet verlaufen die Kreisstraße K 8 und die Landesstraße  L 281, westlich verläuft die K 61 und östlich die B 255. Südwestlich erstreckt sich das ca. 90 ha große Naturschutzgebiet Wölferlinger Weiher.

## Bedeutung
Das rund 200 ha große Gebiet wurde im Jahr 2010 unter der Kennung 7143-049 unter Naturschutz gestellt. Schutzziel ist die Erhaltung und Entwicklung der Feuchtwiesen bei Bellingen, Hölzenhausen, Püschen und Rotenhain im Quellgebiet des Enspeler Baches.